# Altschäfl
Altschäfl war eine Einöde im Sprengel der katholischen Pfarrei Steinach in Niederbayern. Sie gehörte zum Landgericht Mitterfels.
Im Matrikel des Bistums Regensburg von 1838 wird die Einöde beschrieben als eine halbe Stunde von der Pfarrkirche in Steinach entfernt, mit einem Haus und acht Seelen. Im Heft 62 des Historischen Atlas von Bayern wird Altschäfl nicht erwähnt, auch nicht in dem Matrikel von 1860.